# Вьюгин, Николай Иванович
Николай Иванович Вьюгин (1909—1962) — сержант Рабоче-крестьянской Красной Армии, участник Великой Отечественной войны. Герой Советского Союза (1944).

## Биография
Родился в 1909 году в деревне Зиновка (ныне урочище на территории Межевского района Костромской области) в крестьянской семье. Окончил четыре класса школы. Рано остался без отца, помогал дома по хозяйству, работал в поле. До войны был председателем колхоза «Красное Сормово».
В июне 1941 года добровольно пошёл на службу в Рабоче-крестьянскую Красную Армию несмотря на то, что имел бронь. В запасном полку получил специальность артиллерийского наводчика. С мая 1943 года — на фронтах Великой Отечественной войны. Участвовал в Курской битве, освобождении Украинской ССР. К сентябрю 1943 года сержант Николай Вьюгин был наводчиком орудия 12-го истребительного противотанкового артиллерийского полка 10-го танкового корпуса 40-й армии Воронежского фронта. Отличился во время битвы за Днепр.
29 сентября 1943 года в составе расчёта первым в своём полку переправился через Днепр в районе хутора Монастырёк (ныне — в черте посёлка Ржищев Кагарлыкского района Киевской области Украины). 30 сентября батальон немецкой пехоты при поддержке шести танков перешёл в контратаку. После её провала противник предпринял ещё одну попытку контратаковать батальоном при поддержке восьми танков. Впоследствии было предпринято ещё четыре ожесточённые контратаки, но все они были отбиты артиллеристами. В ходе предпоследней контратаки на плацдарме создалось критическое положение, в результате чего противнику удалось потеснить пехотные подразделения. Расчёт под командованием Николая Вьюгина оказался перед боевыми порядками советских войск на плацдарме, но продолжил сражаться. За тот день прямой наводкой подбил 2 танка, 2 автомашины и 4 пулемёта, уничтожил около 200 вражеских солдат и офицеров.
Указом Президиума Верховного Совета СССР «О присвоении звания Героя Советского Союза офицерскому и сержантскому составу артиллерии Красной Армии» от 9 февраля 1944 года за «образцовое выполнение боевых заданий командования на фронте борьбы с немецкими захватчиками и проявленные при этом отвагу и геройство» был удостоен высокого звания Героя Советского Союза с вручением ордена Ленина и медали «Золотая Звезда» за номером 2841.
За время войны был 13 раз ранен. После окончания войны он был демобилизован. Работал председателем Дубровинского сельпо Межевского района, затем лесником в местном лесничестве.
22 января 1962 года скончался от последствий полученных в годы войны ранений. Похоронен на Покровском кладбище Селинского сельсовета.
Был также награждён орденами Отечественной войны 2-й степени, Красной Звезды, Славы 3-й степени, а также рядом медалей.